# Aeshna constricta
Aeshna constricta – gatunek ważki z rodziny żagnicowatych (Aeshnidae). Występuje na terenie Ameryki Północnej.

## Charakterystyka
- Wygląd zewnętrzny: twarz samców przybiera barwy bladozielone bez poprzecznegopaska, natomiast znaczenia na górnej części brzucha są duże i koloru niebieskiego. Samice można spotkać w 3 rodzajach kolorystycznych, tj. rzadko spotykany kolor niebieski oraz zielony i żółty. W porównaniu do samca, brzuch samicy jest szczuplejszy i zwężony u podstawy;
- Siedlisko: preferują płytkie bagienne stawy i wolne strumienie na otwartym terenie;
- Sezon występowania: w Wisconsin można jest spotkać od lipca do połowy października[3].